# 멜리아이
멜리아이(Μελίαι Meliai[*]) 또는 멜리아데스(Μελιάδες Meliades[*])는 물푸레나무의 요정들로, 헤시오도스의 《신들의 계보》에 따르면 크로노스가 우라노스를 거세하였을 때 쏟아진 피가 대지 가이아와 결합하여 기간테스, 에리니에스와 함께 생겨났다고 한다. 

## 신화
헤시오도스에 따르면 멜리아이(모든 나무-님프를 의미)는 크로노스가 우라노스를 거세했을 때 가이아[지구]에 떨어진 핏방울에서 태어났다. 헤시오도스의 일과 날에서 멜리아이 님프를 의미하는 물푸레나무는 헤시오도스의 청동기 시대에 속하는 남성 세대의 조상이라고 한다.
멜리아이는 기원전 3세기 시인 칼리마코스의 제우스 찬가(Hymn to Zeus)에 따르면 크레탄 딕티(Cretan Dikti)산에 있는 어린 제우스의 유모였으며, 그곳에서 그들은 염소 아말테이아의 젖과 꿀을 그에게 먹였다.
칼리마코스는 테베 님프 멜리아이를 만든 것으로 보인다. 멜리아이는 아폴로에 의해 테네루스와 "지구에서 태어난" 멜리아이 중 한 명인 이스메누스의 어머니였다. 그러나 다른 곳에서 이 멜리아이는 오세아누스와 테티스의 많은 딸 중 하나인 오케아니스이다.